# Poiana (gmina Tăuteu)
Poiana (węg. Rétimalomtanya) – wieś w Rumunii, w okręgu Bihor, w gminie Tăuteu. W 2011 roku liczyła 257 mieszkańców.